# Rula Jebreal
 Rula Jebreal (n. 24 aprilie 1973, Haifa, Israel) este o jurnalistă italiană de origine palestiniană.